# Kadashman-Enlil Ier
Kadashman-Enlil Ier (dans des inscriptions contemporaines mka-dáš-man-dEN.LÍL le déterminant masculin archaïque précédant son nom) a été un roi de la dynastie kassite de Babylone de 1374 à 1360 av. J.-C. Il est connu comme contemporain d'Aménophis III d'Égypte, à qui il a écrit une lettre préservée à Amarna, dans laquelle il rappelle qu'une princesse babylonienne a épousé le roi d'Égypte, qui en demande une deuxième alors que lui-même refuse de donner une princesse égyptienne en mariage à son homologue babylonien comme le voudrait le principe de réciprocité. En Babylonie même, Kadashman-Enlil est connu par des inscriptions de fondation commémorant des reconstructions de temples à Nippur et Larsa.

## Famille
Une de ses filles épouse le pharaon Amenhotep III.